# ひまわりコンテスト
「ひまわりコンテスト」は、ヤバイTシャツ屋さんのメジャー8枚目（通算10枚目）のシングル。2022年6月29日にユニバーサルシグマからリリースされた。

## 概要
前作の「こうえんデビュー」から約1年4か月ぶりのシングルで、ライブ映像作品「Tank-top of the DVD SPECIAL -OSAKA-JO HALL-」と同時にリリースされた。岡崎体育による「ちらばれ！サマーピーポー」のremixを含め、全5曲が収録されている。
通常盤と初回限定盤の2形態でリリースされ、初回限定盤には真冬の北海道を満喫する映像が収録されたDVDが付属する。

## 収録曲
| 全作詞・作曲: こやまたくや（特記除く）、全編曲: ヤバイTシャツ屋さん。 |                                               |                            |                            |
| #                                                                     | タイトル                                      | 作詞                       | 作曲・編曲                 |
| 1.                                                                    | 「ちらばれ！サマーピーポー」                  | こやまたくや（特記除く）   | こやまたくや（特記除く）   |
| 2.                                                                    | 「まじで2分で作った曲」                       | こやまたくや（特記除く）   | こやまたくや（特記除く）   |
| 3.                                                                    | 「コンプライアンス」                          | こやまたくや（特記除く）   | こやまたくや（特記除く）   |
| 4.                                                                    | 「もももで歌うよどこまでも」                  | こやまたくや、アメリカ民謡 | こやまたくや、アメリカ民謡 |
| 5.                                                                    | 「ちらばれ！サマーピーポー (岡崎体育 remix)」 | こやまたくや（特記除く）   | こやまたくや（特記除く）   |

## 楽曲解説
1. ちらばれ！サマーピーポー
夏フェス常連なのにも関わらず持ち曲に夏ソングがないことに気づいたヤバイTシャツ屋さんが真冬に急遽、制作した楽曲である[3]。2022年5月3日にさいたまスーパーアリーナで行われた「VIVA LA ROCK 2022」で初披露され、翌5月4日から先行配信されていた[4]。
2. まじで2分で作った曲
歌詞に「びっくりドンキー」という単語が21回登場している[2]。
3. コンプライアンス
歌詞で、令和のコンプライアンス事情や人の倫理観に鋭くメスを入れている[5]。
4. もももで歌うよどこまでも
ゲーム「桃太郎電鉄 〜昭和 平成 令和も定番!〜」のCMソングに起用されている[2]。